# Essau
Essau är en ort i Gambia. Den ligger i regionen North Bank, i den västra delen av landet, 6 km nordost om huvudstaden Banjul. Antalet invånare var 9 796 vid folkräkningen 2013.